# Filippo Cammarota
Filippo Cammarota (Traetto, 21 novembre 1809 – Gaeta, 23 febbraio 1876) è stato un arcivescovo cattolico italiano.

## Biografia
Nato il 21 novembre 1809 a Traetto, nella diocesi di Gaeta, fu ordinato sacerdote il 22 febbraio 1834.
Il 28 settembre 1849 il papa lo nominò vescovo ausiliare di Gaeta. Pio IX, riconoscente verso Gaeta dove si era rifugiato per nove mesi in seguito ai moti che porteranno alla proclamazione della Repubblica Romana, voleva elevare il rango della diocesi gaetana promuovendola ad arcidiocesi e assegnandole un ausiliare.
La consacrazione avvenne nella cattedrale di Gaeta ad opera dell'arcivescovo Luigi Maria Parisio, co-consacranti Ferdinando Girardi, vescovo di Sessa Aurunca e Benedetto Terenzio, vescovo di Trivento. Gli venne assegnata la sede titolare di Cafarnao.
Il 26 gennaio Parisio morì e il successivo 7 giugno Cammarota fu scelto per succedergli. La nomina fu confermata il 23 giugno.
Morì il 23 febbraio 1876.

## Genealogia episcopale
La genealogia episcopale è:
- Cardinale Scipione Rebiba
- Cardinale Giulio Antonio Santori
- Cardinale Girolamo Bernerio, O.P.
- Arcivescovo Galeazzo Sanvitale
- Cardinale Ludovico Ludovisi
- Cardinale Luigi Caetani
- Cardinale Ulderico Carpegna
- Cardinale Paluzzo Paluzzi Altieri degli Albertoni
- Papa Benedetto XIII
- Papa Benedetto XIV
- Cardinale Enrico Enriquez
- Arcivescovo Manuel Quintano Bonifaz
- Cardinale Buenaventura Córdoba Espinosa de la Cerda
- Cardinale Giuseppe Maria Doria Pamphilj
- Papa Pio VIII
- Arcivescovo Luigi Maria Parisio
- Arcivescovo Filippo Cammarota